# 天主教巴斯特爾教區
天主教巴斯特爾教區（拉丁語：Dioecesis Imae Telluris et Petrirostrensis）是羅馬天主教在法屬瓜德羅普一個教區，屬法蘭西堡總教區。
1850年9月27日巴斯特爾教區成立，1951年7月19日加上皮特爾角城教區的頭銜（拉丁語：Petrirostrensis）。2006年有教友400,000人，佔轄區總人口84.4%。教區下轄四十四個堂區，有五十七名司鐸。現任教區主教為讓-伊夫·里奧克。